# Адам Стрейт
Джон Адам Стрейт (англ. Adam Straith, нар. 11 вересня 1990, Суррей, Канада) — канадський футболіст, захисник національної збірної Канади та клубу «Едмонтон».

## Клубна кар'єра
У дорослому футболі дебютував 2008 року виступами за команду клубу «Ванкувер Вайткепс», в якій того року взяв участь у 12 матчах чемпіонату.
Своєю грою за цю команду привернув увагу представників тренерського штабу клубу «Енергі», до складу якого приєднався 2009 року. Відіграв за клуб з Котбуса наступні три сезони своєї ігрової кар'єри.
Згодом з 2012 по 2016 рік грав у складі команд клубів «Саарбрюкен», «Веен» та «Фредрікстад».
До складу клубу «Едмонтон» приєднався 2017 року.

## Виступи за збірні
2006 року дебютував у складі юнацької збірної Канади, взяв участь у 15 іграх на юнацькому рівні, відзначившись 2 забитими голами.
Протягом 2008—2010 років залучався до складу молодіжної збірної Канади. На молодіжному рівні зіграв у 7 офіційних матчах, забив 1 гол.
2010 року дебютував в офіційних матчах у складі національної збірної Канади.
У складі збірної був учасником розіграшу Золотого кубка КОНКАКАФ 2013 року у США, розіграшу Золотого кубка КОНКАКАФ 2015 року у США та Канаді, розіграшу Золотого кубка КОНКАКАФ 2017 року у США.

## Статистика виступів

### Статистика клубних виступів
| Сезон                   | Клуб                    | Чемпіонат               | Чемпіонат | Чемпіонат | Національний кубок | Національний кубок | Національний кубок | Континентальні кубки | Континентальні кубки | Континентальні кубки | Суперкубок | Суперкубок | Суперкубок | Усього | Усього |
| Сезон                   | Клуб                    | Ліга                    | Ігор      | Голів     | Ліга               | Ігор               | Голів              | Ліга                 | Ігор                 | Голів                | Ліга       | Ігор       | Голів      | Ігор   | Голів  |
| ----------------------- | ----------------------- | ----------------------- | --------- | --------- | ------------------ | ------------------ | ------------------ | -------------------- | -------------------- | -------------------- | ---------- | ---------- | ---------- | ------ | ------ |
| 2008–09                 | «Енергі»                | РЛ]                     | 14        | 1         | -                  | -                  | -                  | -                    | -                    | -                    | -          | -          | -          | 14     | 1      |
| 2009–10                 | «Енергі»                | ОЛ                      | 4         | 0         | -                  | -                  | -                  | -                    | -                    | -                    | -          | -          | -          | 4      | 0      |
| 2011-січ. 2012          | «Енергі»                | РЛ                      | 3         | 0         | -                  | -                  | -                  | -                    | -                    | -                    | -          | -          | -          | 3      | 0      |
| Усього за «Енергі»      | Усього за «Енергі»      | Усього за «Енергі»      | 21        | 1         |                    | -                  | -                  |                      | -                    | -                    |            | -          | -          | 21     | 1      |
| 2012–13                 | «Саарбрюкен»            | ОЛ                      | 1         | 0         | -                  | -                  | -                  | -                    | -                    | -                    | -          | -          | -          | 1      | 0      |
| 2013–14                 | «Веен»                  | 3Л                      | 8         | 0         | КН                 | 0                  | 0                  | -                    | -                    | -                    | -          | -          | -          | 8      | 0      |
| 2013–14                 | «Веен» II               | ГЛ                      | 13        | 1         | -                  | -                  | -                  | -                    | -                    | -                    | -          | -          | -          | 13     | 1      |
| 2015                    | «Фредрікстад»           | 1Д                      | 21        | 4         | КН                 | 1                  | 0                  | -                    | -                    | -                    | -          | -          | -          | 22     | 4      |
| 2016                    | «Фредрікстад»           | 1Д                      | 30        | 2         | КН                 | 3                  | 0                  | -                    | -                    | -                    | -          | -          | -          | 33     | 2      |
| Усього за «Фредрікстад» | Усього за «Фредрікстад» | Усього за «Фредрікстад» | 51        | 6         |                    | 4                  | 0                  |                      | -                    | -                    |            | -          | -          | 55     | 6      |
| Усього                  | Усього                  | Усього                  | 26        | 6         |                    | 4                  | 1                  |                      | 7                    | 0                    |            | -          | -          | 37     | 7      |